# Говернадор Валадарис
Говернадор Валадарис е град в щата Минас Жерайс, Бразилия. Населението му е 260 405 жители (2006 г.), а площта му е 2355,4 кв. км. Намира се на 320 км от столицата на щата. Средната годишна температура е около 24,6 °C. Намира се в часова зона UTC-3.